# Усть-Джегутинский район
Усть-Джегути́нский райо́н — административно-территориальная единица и муниципальное образование (муниципальный район) в составе Карачаево-Черкесской Республики Российской Федерации.
Административный центр — город Усть-Джегута.

## География

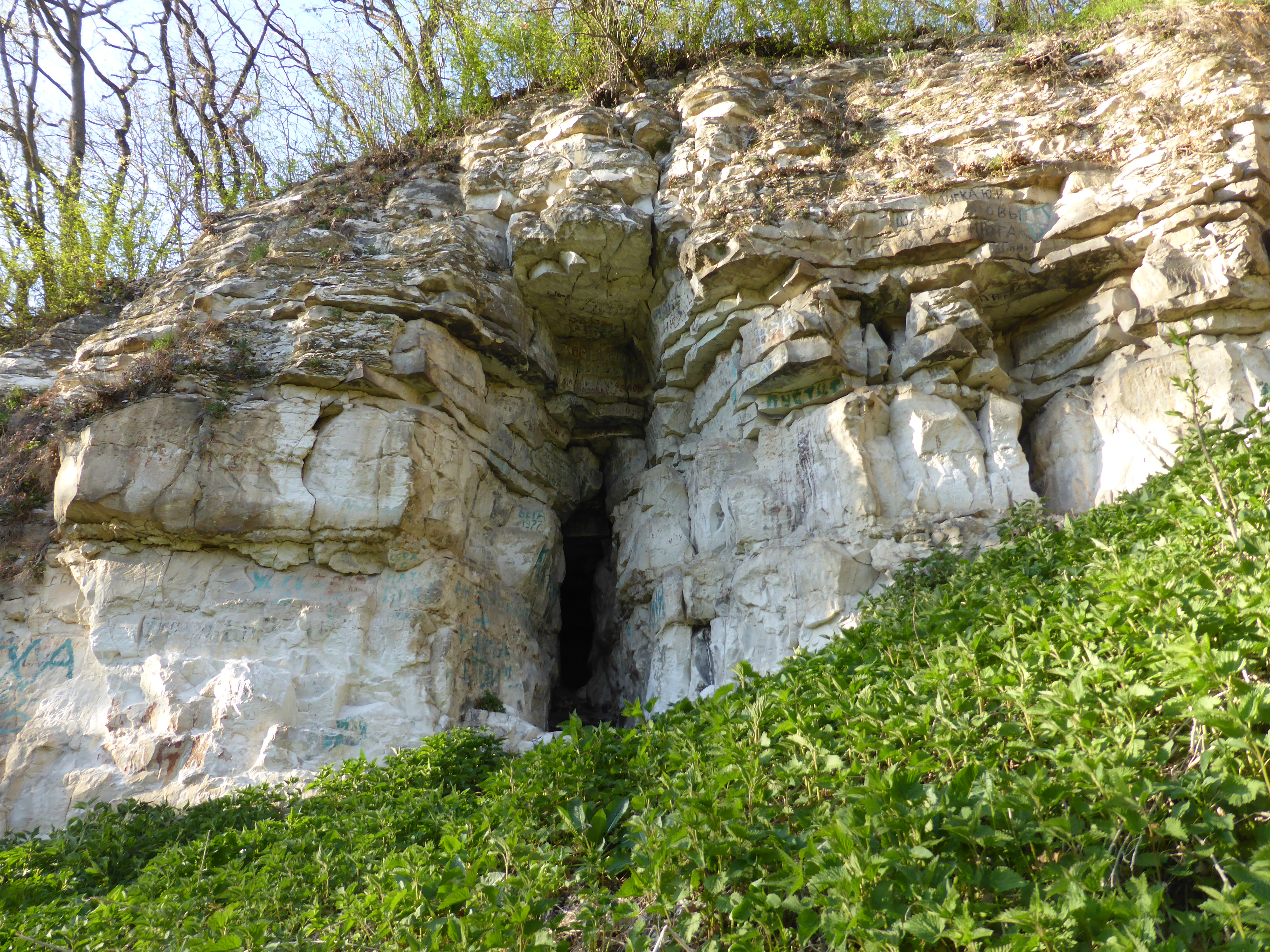
Ущелье реки Джегонас. Алимкина пещера

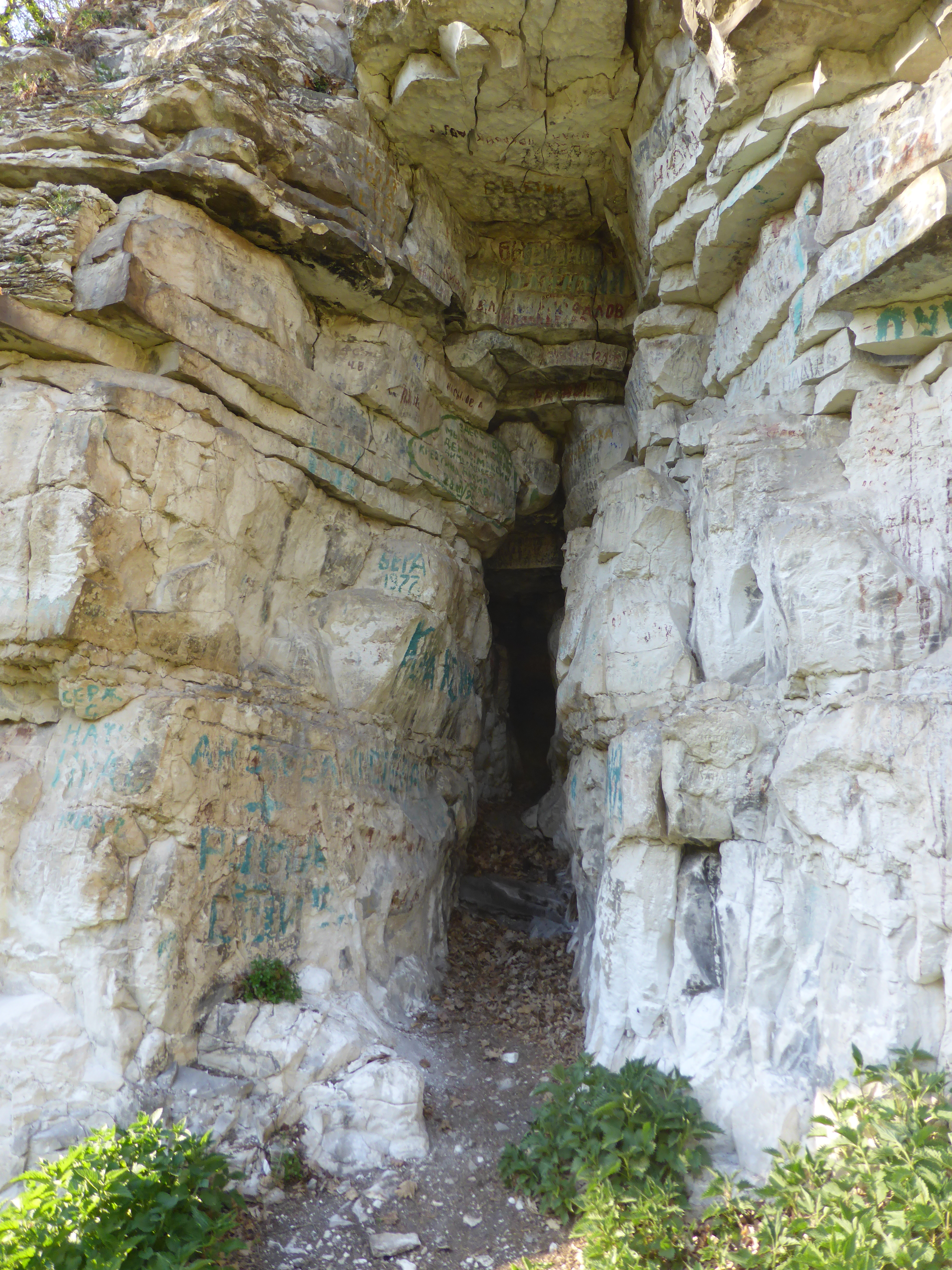
Ущелье реки Джегонас. Вход в пещеру

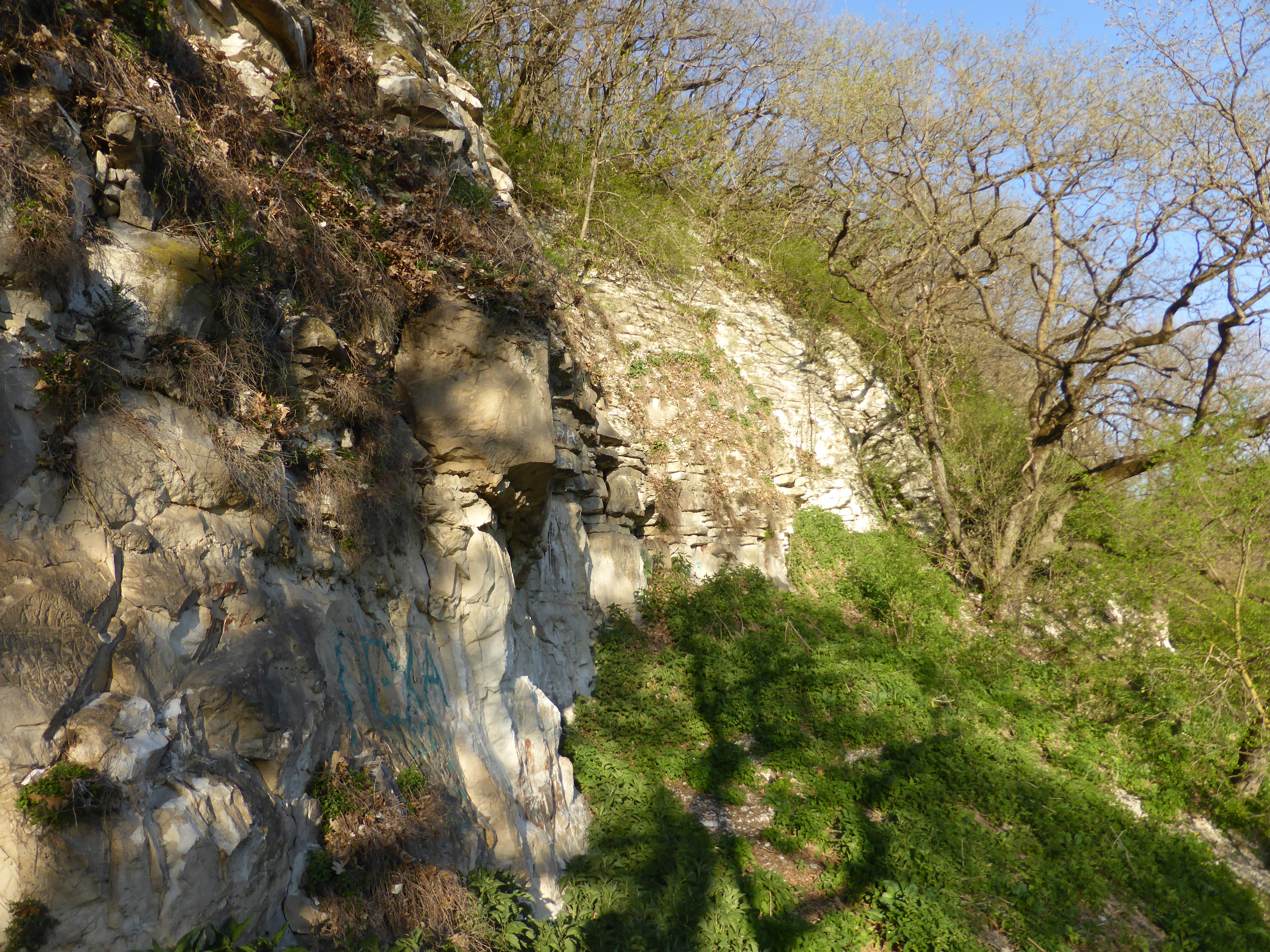
Ущелье реки Джегонас

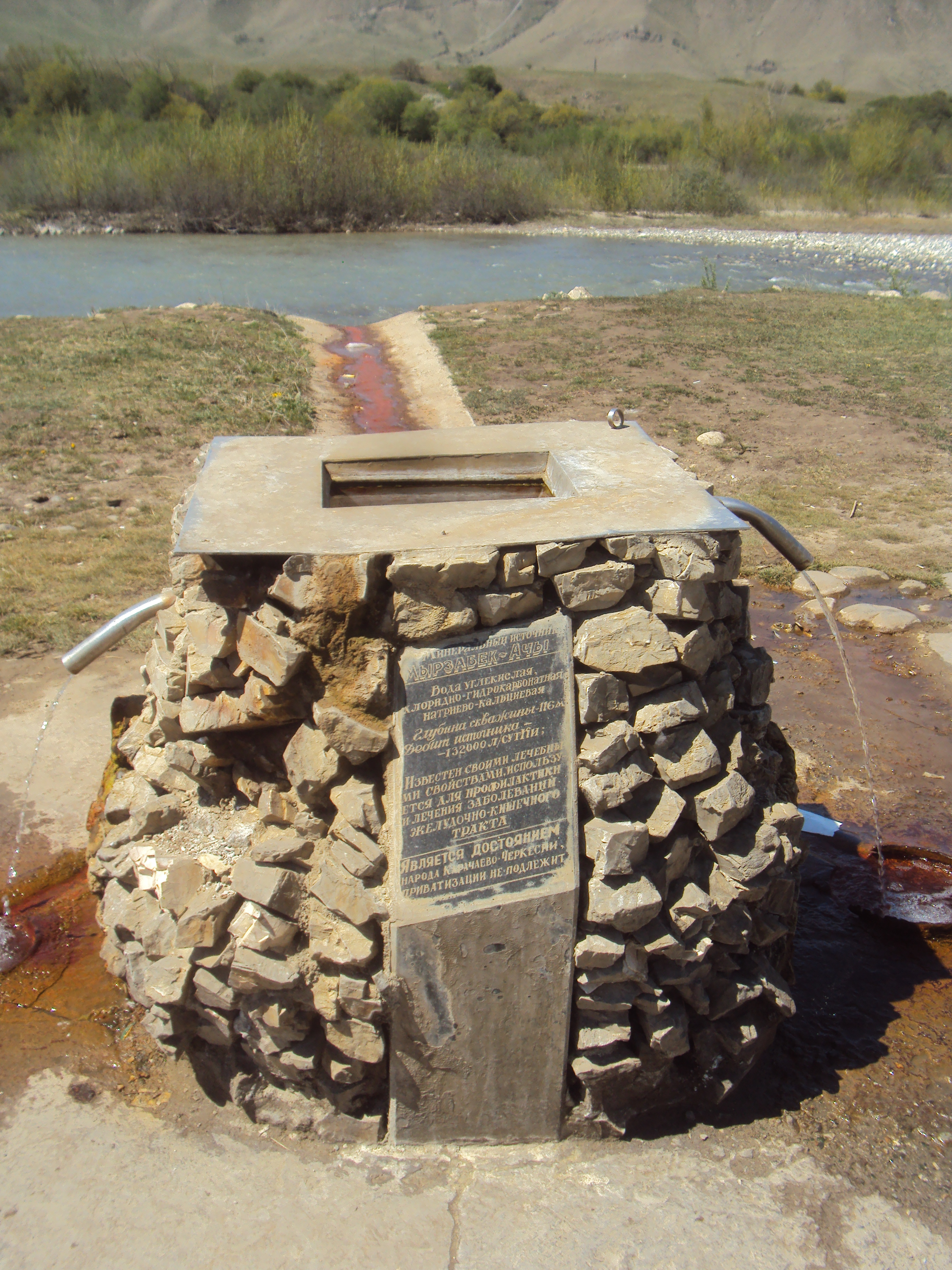
Минеральный источник у станицы Красногорской

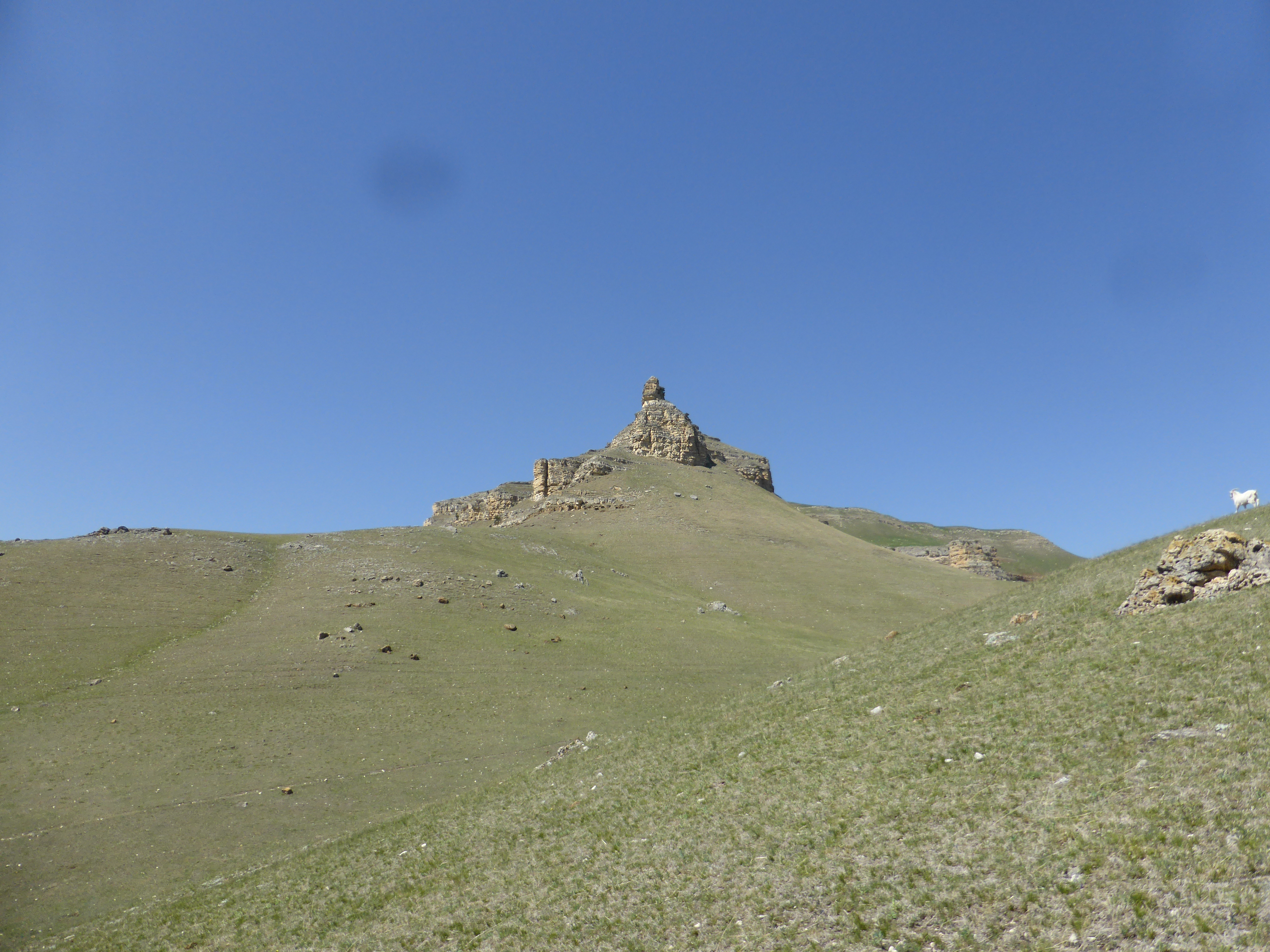
Скала Разрыв в окрестностях станицы Красногорской

Площадь района — 890,15 км² (с 2013 года).

## История
Усть-Джегутинский район был образован Постановлением ВЦИК от 23 января 1935 года в составе Карачаевской автономной области.
12 октября 1943 года Указом Президиума Верховного Совета СССР в связи с ликвидацией Карачаевской автономной области Усть-Джегутинский район со всеми населёнными пунктами передан в подчинение Ставропольскому краю. При этом к нему были присоединены Верхне-Маринский, Георгие-Осетинский, Кумышский, Нижне-Маринский и Новокарачаевский с/с упразднённого Микояновского района.
16 марта 1944 года из Усть-Джегутинского района в Черкесский район Черкесской АО был передан Холодно-Родниковский с/с.
12 января 1957 года Черкесская автономная область была преобразована в Карачаево-Черкесскую АО в составе Ставропольского края. Ей были также переданы Зеленчукский, Карачаевский и Усть-Джегутинский районы Ставропольского края.
1 февраля 1963 года Указом Президиума Верховного Совета РСФСР Усть-Джегутинский район упразднён.
Указом Президиума Верховного Совета РСФСР от 1 февраля 1963 года в Карачаево-Черкесской автономной области Ставропольского края образован Прикубанский сельский район. С 1 февраля 1963 года центр Прикубанского сельского района — станица Усть-Джегутинская. В состав Прикубанского сельского района переданы Джегутинский и Усть-Джегутинский сельские Советы из упразднённого Усть-Джегутинского района.
23 марта 1977 года Указом Президиума Верховного Совета РСФСР был образован Усть-Джегутинский район с центром в городе Усть-Джегута.

## Население
| 1979    | 1989    | 2002    | 2010    | 2011    | 2012    | 2013    | 2014    | 2015    |
| ------- | ------- | ------- | ------- | ------- | ------- | ------- | ------- | ------- |
| 37 699  | ↗46 136 | ↗52 196 | ↘50 641 | →50 641 | ↗50 666 | ↘50 400 | ↘49 957 | ↗50 005 |
| 2016    | 2017    | 2018    | 2019    | 2020    | 2021    | 2023    | 2024    | 2025    |
| ↗50 353 | ↗50 398 | ↘50 175 | ↘49 993 | ↗50 027 | ↗50 736 | ↗50 777 | ↗50 870 | ↗50 962 |

Согласно прогнозу Минэкономразвития России, численность населения будет составлять:
- 2024 год — 52,1 тыс. чел.
- 2035 год — 52,41 тыс. чел.

### Урбанизация
Городское население (город Усть-Джегута) составляет 62,17 % от всего населения района.

### Национальный состав
Согласно переписи населения 1959 года, в Усть-Джегутинском районе Карачаево-Черкесской АО карачаевцы составляли 46,9%, русские — 41,8%, абазины — 7,5%.
| Народ                 | Численность в 2002 году, чел. | Численность в 2010 году, чел. |
| --------------------- | ----------------------------- | ----------------------------- |
| Карачаевцы            | 31 697 (60,7 %)               | 34 938 (69,31 %)              |
| Русские               | 12 804 (24,5 %)               | 11 047 (21,92 %)              |
| Абазины               | 4 666 (8,9 %)                 | 2 252 (4,47 %)                |
| Черкесы               | 669 (1,3 %)                   | 438 (0,87 %)                  |
| Цыгане                | 281 (0,5 %)                   | 340 (0,67 %)                  |
| Татары                | 326 (0,6 %)                   | 235 (0,47 %)                  |
| Украинцы              | 241 (0,5 %)                   | 121 (0,24 %)                  |
| Турки                 | 57 (0,1 %)                    | 98 (0,19 %)                   |
| Ногайцы               | 116 (0,2 %)                   | 76 (0,15 %)                   |
| Осетины               | 95 (0,2 %)                    | 74 (0,15 %)                   |
| Лезгины               | 126 (0,2 %)                   | 74 (0,15 %)                   |
| Армяне                | 107 (0,2 %)                   | 71 (0,14 %)                   |
| Грузины               | 86 (0,2 %)                    | 70 (0,14 %)                   |
| Азербайджанцы         | 100 (0,2 %)                   | 61 (0,12 %)                   |
| Чеченцы               | 167 (0,3 %)                   | 58 (0,12 %)                   |
| другие национальности | 658 (1,3 %)                   | 454 (0,90 %)                  |

По итогам переписи населения 2020 года проживали следующие национальности (национальности менее 1 % и другое, см. в сноске к строке «Другие»):
| Национальность | Численность, чел. | Доля     |
| -------------- | ----------------- | -------- |
| Карачаевцы     | 34 636            | 68,27 %  |
| Русские        | 10 433            | 20,56 %  |
| Абазины        | 2036              | 4,01 %   |
| Черкесы        | 628               | 1,24 %   |
| Балкарцы       | 536               | 1,06 %   |
| Другие         | 2467              | 4,87 %   |
| Итого          | 50 736            | 100,00 % |

## Муниципальное устройство
В Усть-Джегутинский муниципальный район входят 8 муниципальных образований, в том числе 1 городское и 7 сельских поселений.
| №        | Муниципальное образование | Административный центр | Количество населённых пунктов | Население (чел.) | Площадь (км²) |
| -------- | ------------------------- | ---------------------- | ----------------------------- | ---------------- | ------------- |
| 1e-06    | Городское поселение       |                        |                               |                  |               |
| 1        | Усть-Джегутинское         | город Усть-Джегута     | 1                             | ↗31 357          | 206,98        |
| 1.000002 | Сельские поселения        |                        |                               |                  |               |
| 2        | Важненское                | село Важное            | 1                             | ↗1904            | 40,20         |
| 3        | Гюрюльдеукское            | аул Гюрюльдеук         | 1                             | ↘1345            | 27,89         |
| 4        | Джегутинское              | аул Новая Джегута      | 3                             | ↗5966            | 212,38        |
| 5        | Койданское                | село Койдан            | 1                             | ↘994             | 23,37         |
| 6        | Красногорское             | станица Красногорская  | 1                             | ↘2158            | 63,27         |
| 7        | Сары-Тюзское              | аул Сары-Тюз           | 1                             | ↘4147            | 71,50         |
| 8        | Эльтаркачское             | аул Эльтаркач          | 1                             | ↘2919            | 244,56        |

## Населённые пункты
В Усть-Джегутинском районе 10 населённых пунктов, в том числе один город и 9 сельских населённых пунктов.
| №  | Населённый пункт | Тип     | Население | Муниципальное образование             |
| -- | ---------------- | ------- | --------- | ------------------------------------- |
| 1  | Усть-Джегута     | город   | ↗31 685   | Усть-Джегутинское городское поселение |
| 2  | Важное           | село    | ↗1904     | Важненское сельское поселение         |
| 3  | Гюрюльдеук       | аул     | ↘1345     | Гюрюльдеукское сельское поселение     |
| 4  | Джегута          | аул     | ↗1265     | Джегутинское сельское поселение       |
| 5  | Койдан           | село    | ↘988      | Койданское сельское поселение         |
| 6  | Красногорская    | станица | ↘2128     | Красногорское сельское поселение      |
| 7  | Кызыл-Кала       | аул     | ↘645      | Джегутинское сельское поселение       |
| 8  | Новая Джегута    | аул     | ↗4084     | Джегутинское сельское поселение       |
| 9  | Сары-Тюз         | аул     | →4112     | Сары-Тюзское сельское поселение       |
| 10 | Эльтаркач        | аул     | ↘2834     | Эльтаркачское сельское поселение      |

## Достопримечательности
- Крупнейший на Северном Кавказе мост-эстакада с двухполосным движением через реку Кубань на автодороге Черкесск—Домбай. Первая очередь открыта в декабре 2012 года[36].

## Комментарии
1. ↑  Включая аул Кубина, вошедший в 2006 году в состав Абазинского района.
2. ↑  Только указавшие национальность. Число не указавших национальную принадлежность по району — 234 человека. Процент рассчитан от числа указавших национальность, а не от общей численности населения района.